# アルトン・セルウェル
アルトン・アンソニー・セルウェル（Alton Anthony Thelwell, 1980年9月5日 - ）は、イングランド・ロンドン・イズリントン区・イズリントン出身の元サッカー選手。
2000-01シーズンにジョージ・グラハム監督下のトッテナム・ホットスパーFCのトップチームでプレミアリーグ16試合に出場。一時はセンターバックのレギュラーを掴んでいた。